# George Back

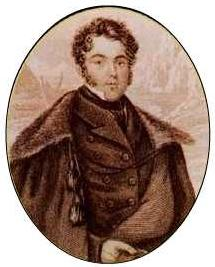
George Back 1879 előtt

George Back (1838-tól sir George Back) (Stockport, 1796. november 6. – London, 1878. június 23.) angol admirális, sarkkutató.
1819–1822-ben és 1825–1827-ben részt vett John Franklin két szárazföldi expedícióján Kanadában.
1835-ben ő vezette az eltűntnek hitt John Ross kapitány felkutatására indított expedíciót, és folytatta útját az után is, hogy Ross saját erejéből visszatért Angliába. Az északi szélesség 67°11’-ig jutva elérte a Jeges-tengert, majd Kanada északnyugati területeit kutatva a később róla elnevezett Back-folyó (Back River) vidékét.
1836-ban újabb kutatóútra indult, hogy felderítse a Hudson-öböl és a Repulse-öböl környékét; erről a sikertelen útjáról a következő évben tért haza.
Útjain tanulmányozta a sarki fényt és az északi mágneses sarkot.